# 宇高義郎
宇高 義郎（うたか よしお、1949年（昭和24年） - ） は、日本の機械工学者。学位は工学博士（東京大学・1979年）。研究分野は熱工学。中華人民共和国国務院千人計画で、天津大学教授を務めた。横浜国立大学名誉教授。元日本伝熱学会会長。

## 概要
岡山県生まれ。1972年横浜国立大学工学部機械工学科卒業。東京大学大学院工学系研究科舶用機械工学専攻を経て、1979年東京大学より工学博士の学位を取得。棚澤一郎研究室出身。東京工業大学工学部助手、防衛大学校助教授、横浜国立大学助教授、横浜国立大学工学部教授を経て、2007年日本機械学会関東支部長。2013年日本伝熱学会会長。2015年横浜国立大学より名誉教授の称号を授与される。天津大学に戻っていた横浜国立大学の中国人卒業生に誘われ、退官後は中華人民共和国国務院千人計画で、天津大学教授に就任。放送大学客員教授や、玉川大学客員教授や、関東学院大学材料・表面工学研究所客員研究員も務めた。

## 略歴
- 1949年 - 岡山県出身。
- 1972年 - 横浜国立大学工学部機械工学科卒業。
- 1979年 - 東京大学大学院工学系研究科博士課程修了。（工学博士）
- 2007年 - 日本機械学会関東支部長。
- 2013年 - 日本伝熱学会会長。
- 2015年 - 横浜国立大学名誉教授。

## 受賞
- 1989年 - 日本冷凍協会賞学術賞 [4]
- 2006年 - 国際伝熱会議ベストポスター賞 [4]
- 2007年
  - 日本機械学会110周年記念事業功労者（出版物）表彰 [4]
  - 日本機械学会110周年記念会員功労者表彰 [4]
- 2009年 - 日本機械学会関東支部賞（功績賞）[4]
- 2011年 - 日本伝熱学会50周年記念功労者表彰 [4]
- 2013年
  - 日本機械学会賞 [4]
  - 日本伝熱学会賞学術賞 [4]
- 2014年 - 日本機械学会日本機械学会関東支部創立20周年記念表彰 [4]